# Million Dollar Crocodile
Pour plus de détails, voir Fiche technique et Distribution.
Million Dollar Crocodile ou Croczilla est une comédie réalisée par Lin Lisheng sortie en 2012.

## Synopsis
Le jeune Xiao Xing est élève de quatrième année dans une école de petite ville de province. Son meilleur ami est Amao, un crocodile d'environ 11 mètres de long. Jusqu'à présent, ils s'entendent bien tous les deux. Pendant des années, le reptile a vécu dans une ferme tenue par Bald Liu, un individu plutôt robuste qui s'est procuré l'animal en Thaïlande. Mais cette année, Bald Liu a dû vendre tous les crocodiles parce que le commerce n'est guère florissant. Par malheur, Zhao Da Zui, homme d'affaires redoutable, les a tous achetés dans le but d'en faire des mets raffinés pour les plus fins palais. Lorsque les crocodiles sont amenés attachés à l'abattoir, Amao réussit à briser les cordes et parvient à tuer le chef-cuisinier, pour ensuite s'échapper. Les habitants de la ville sont pris de panique. Et pourtant, le petit Xiao Xing et son père, le policier Da Wei Wang, sont impliqués dans cette affaire. Au cours de son évasion, Amao avale le sac qu'une certaine Wen Yan avait acheté en Italie, contenant un cellulaire et un montant d'argent de 100 000 euros. Wen Yan demande l'aide des policiers. Réussiront-ils à amadouer la bête ?

## Fiche technique
- Titre original : 百萬巨鰐
- Réalisation : Lin Lisheng
- Date de sortie : 8 juin 2012 (Chine), 23 août 2012 (Canada)
- Images : Li Xi
- Montage : Zhou Xinxia, Wei Nan
- Musique : Dong Dongdong
- Direction artistique : An Bin
- Son : Huang Xun
- Scénario : Lin Lisheng
- Pays d'origine : Chine
- Format : Couleurs - 2.35:1
- Genre : Comédie horrifique
- Durée : 95 minutes

## Distribution
- Barbie Hsu : Wen Yan
- Guo Tao : Wang Beiji/Inutile Wang
- Lam Suet : Grande-Bouche Zhao
- Shi Zhaoqi : Bald Liu, Chauve Liu
- Xiong Xin-xin : Chaozhou Guy
- Ding Jiali : le fils de Wang Xiaoxing Beiji
- Purba Rgyal : le fiancé de Zhou Xiaoou Wen Yan
- Fang Qingzhuo : Tante Sept la teapicker
- Wang Jinsong : Wang le vendeur d'assurances
- Li Qinqin : la femme de Liu
- Hou Chuanguo : le chef de police
- Ren Long : Jiang
- Che Jin : Xiao Jie
- Huang Yonggang : Superman
- Guo Chao : Chaozi
- Li Yong : Huang Pi
- Chen Xu : La fille de Liu

## Festivals
- Montréal, Festival des films du monde 2012, 23 août 2012